# Where’s My Mind Tour
Where’s My Mind Tour — второй концертный тур американской певицы и автора песен Билли Айлиш. Он был запущен в поддержку её дебютного мини-альбома Don’t Smile at Me (2017) и состоял из концертов в Северной Америке и Европе. Тур был анонсирован в ноябре 2017 года. Концертная программа состоит из большинства песен с Don’t Smile at Me. Тур был положительно встречен критиками.

## Предыстория и развитие
В ноябре 2017 года Билли Айлиш объявила о своём втором концертном туре, Where’s My Mind Tour, в поддержку своего первого крупного проекта, мини-альбома Don’t Smile at Me (2017). Даты и места проведения тура были объявлены в тот же день.

## Краткий обзор и отзывы
Айлиш начинала тур с исполнения «Bellyache». Она распускала волосы, высовывала язык и прыгала по сцене. Брат и продюсер Айлиш Финнеас О’Коннелл исполнил свой сингл 2016 года «New Girl». Айлиш исполняла кавер-версию песни рэпера Дрейка «Hotline Bling» на гавайской гитаре, а Финнеас играл на акустической гитаре. Айлиш исполнила неизданную песню под названием «When the Party’s Over».

## Список треков
Этот список был объявлен на концерте в Нью-Йорке 3 апреля 2018 года. Он не является репрезентативным для всех концертов на протяжении всего тура.
1. «Bellyache»
2. «Idontwannabeyouanymore»
3. «Watch»
4. «&Burn»
5. «Bored»
6. «Six Feet Under»
7. «New Girl»
8. «Hotline Bling»
9. «Party Favor»
10. «When the Party’s Over»
11. «Ocean Eyes»
12. «My Boy»

Бис
1. "Hostage"
2. "Copycat"

## Концерты
| Дата (2018) | Город          | Страна     | Место проведения                |
| ----------- | -------------- | ---------- | ------------------------------- |
| 14 февраля  | Лондон         | Англия     | Heaven                          |
| 16 февраля  | Париж          | Франция    | Petit Bain                      |
| 18 февраля  | Милан          | Италия     | Dude Club                       |
| 19 февраля  | Стокгольм      | Швеция     | Debaser Strand                  |
| 20 февраля  | Амстердам      | Нидерланды | Melkweg                         |
| 23 февраля  | Брюссель       | Бельгия    | Botanique / Rotonde             |
| 26 февраля  | Берлин         | Германия   | Lido                            |
| 27 февраля  | Кёльн          | Германия   | Jungle Club                     |
| 1 марта     | Осло           | Норвегия   | by:Larm                         |
| 7 марта     | Лос-Анджелес   | США        | Театр Эль Рей                   |
| 8 марта     | Сан-Франциско  | США        | Большой американский мюзик-холл |
| 10 марта    | Сан-Диего      | США        | Music Box                       |
| 11 марта    | Санта-Ана      | США        | The Observatory                 |
| 17 марта    | Атланта        | США        | Terminal West                   |
| 20 марта    | Вашингтон      | США        | Black Cat                       |
| 21 марта    | Филадельфия    | США        | Coda                            |
| 23 марта    | Нью-Йорк       | США        | Bowery Ballroom                 |
| 24 марта    | Бостон         | США        | Paradise Rock Club              |
| 26 марта    | Нью-Йорк       | США        | The Bowery Ballroom             |
| 27 марта    | Монреаль       | Канада     | Théâtre Fairmount               |
| 28 марта    | Торонто        | Канада     | Mod Club Theatre                |
| 30 марта    | Детройт        | США        | El Club                         |
| 31 марта    | Чикаго         | США        | Lincoln Hall                    |
| 3 апреля    | Миннеаполис    | США        | Первая авеню                    |
| 4 апреля    | Канзас-Сити    | США        | recordBar                       |
| 6 апреля    | Денвер         | США        | Театр синей птицы               |
| 7 апреля    | Солт-Лейк-Сити | США        | The Complex                     |